# Lonchoptera chinica
Espèce
Lonchoptera chinica est une espèce de diptères de la famille des Lonchopteridae.